# Корбут Євген Володимирович
Євген Володимирович Корбут (нар. 17 жовтня 1917 - пом. 22 серпня 1991) — радянський і російський тенісист, тренер з тенісу. Майстер спорту СРСР, заслужений тренер РРФСР.

## Біографія
Народився в 1917 році. Почав грати в теніс у віці сімнадцяти років. Виступав за ДСТ «Динамо» (Москва). Фіналіст чемпіонатів СРСР (1952 - в одиночному розряді; 1939, 1944, 1947, 1949-1950, 1954 - в парному розряді). Володар Кубка СРСР у складі «Динамо» (1946) і в складі збірної Москви (1947).
Чемпіон Естонської РСР (1947) в парному розряді і міксті, фіналіст чемпіонату Естонії (1947) в одиночному розряді.
Чемпіон Москви (1942 - літо, 1950 - зима - в одиночному розряді; 1940 1947-1948 - літо - в парному розряді; 1942 р 1944 - літо, 1951 - зима - в змішаному розряді), фіналіст літніх чемпіонатів Москви (1945-1947, 1949 - в одиночному розряді; 1942-1944 - в парному розряді; 1943 року, 1946 - в змішаному розряді).
Переможець Всесоюзних зимових змагань (1948) в парному розряді. Чемпіон ЦС «Динамо» (1945) в парному розряді та фіналіст чемпіонату ЦС «Динамо» (1945) в одиночному розряді. Переможець першості московського стадіону «Юних піонерів» (1935) і московських вищих навчальних закладів (1937)  .
У 1943-1953 рр входив в десятку найсильніших тенісистів СРСР (найкраще місце - друга  ). У 1945 році здав норматив на звання мастераж спорту СРСР.
Заслужений тренер РРФСР (1963) .
Після закінчення виступів перейшов на тренерську роботу. Був старшим тренером ЦСКА (Москва) в 1953-1978. Був тренером В. Єгорова, В. Короткова, О. Морозову, К. Пугаєва та інших видатних тенісистів.
Член президії Федерації тенісу СРСР в 1959-1991, перший представник Федерації тенісу СРСР в ITF в 1956-1970 і в Керівному комітеті Міжнародної федерації тенісу (ITF) в 1970-1976.
Був головним ініціатором будівництва Палацу тенісу ЦСКА.
Нагороджений медаллю ITF «За заслуги в тенісі» (1987)  .
Був у дружніх стосунках з багатьма радянськими дипломатами. З його подачі тенісом захопився міністр оборони СРСР Андрій Гречко .
Помер 22 серпня 1991 року. Похований на Ваганьковському кладовищі в Москві  .
У 2011 році його ім'я було введено в Російський Зал тенісної слави «в номінації піонери вітчизняного тенісу»  .
Дружина - Ірина Корбут, тренер з тенісу, проживає в Португалії. Дочка, Олена Корбут, проживає в США. 

## Публікації
- «Молоді про теніс» (1957, 1961)
- «Настільний теніс і бадмінтон» (1966)
- «Тактика тенісу» (1966)
- «Теніс: 10 уроків техніки і тактики» (1969)
- «Теніс: техніка та тактика чемпіонів» (1985) [1] .